# Camille Sandorfy

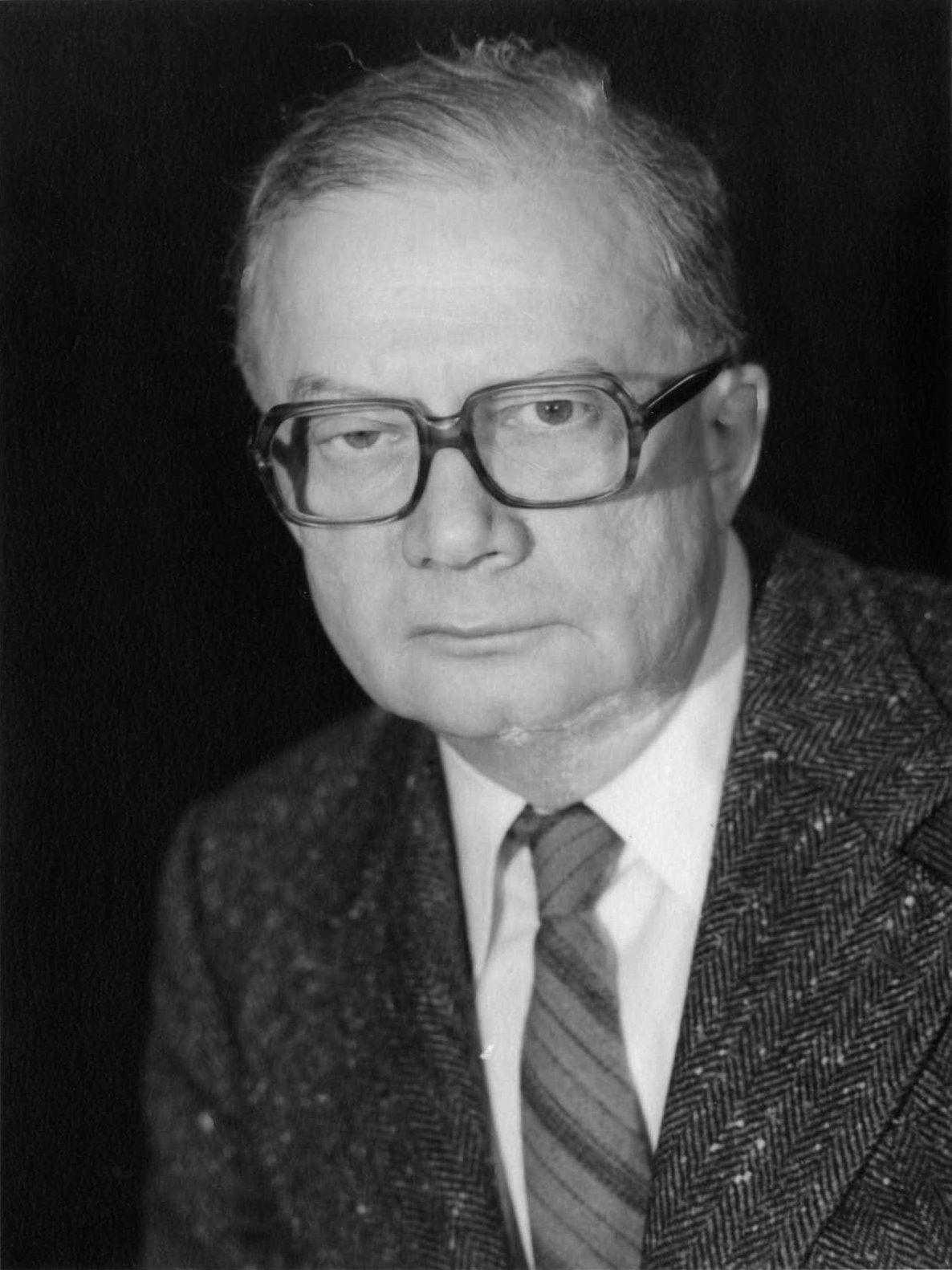
Camille Sandorfy, 1983

Camille Sandorfy (* 9. Dezember 1920 in Budapest; † 6. Juni 2006 in Paris) war ein ungarisch-kanadischer theoretischer Chemiker (Quantenchemie, Molekülspektroskopie).
Sandorfy studierte Chemie an der Universität Szeged, an der er 1946 promoviert wurde. 1949 promovierte er nochmals an der Sorbonne. 1954 wanderte er nach Kanada aus und war zunächst an der Universität Montreal Assistant Professor, ab 1956 Associate Professor und ab 1959 Professor.
Von ihm stammen Pionier-Untersuchungen in der Molekülorbitaltheorie zu polyatomaren Molekülen mit σ-Bindung (speziell gesättigte Kohlenwasserstoffe) und zu den Säure/Base-Eigenschaften von Aromaten in angeregten Zuständen.
Außerdem befasste er sich mit Molekülspektroskopie (Schwingungsspektren von Molekülen mit gebundenem Wasserstoff im IR, Beobachtung von Rydberg-Zuständen organischer Moleküle im fernen UV). Seine spektroskopischen Untersuchungen hatten auch biochemische Anwendungen (mögliche Rolle von Wasserstoffbindungen in der Anästhesie, Sehmechanismus über Modelle der Chromophore von Rhodopsin).
1990 erhielt er die Schrödinger Medal. Er ist Mitglied der International Academy of Quantum Molecular Science, erhielt den Order of Canada (1995) und er war Ritter des nationalen Ordens von Quebec. 1982 erhielt er den Prix Marie-Victorin von Quebec, 1980 die Herzberg-Medaille und 1993 die Heyrovsky-Goldmedaille der tschechischen Akademie der Wissenschaften.  Er war Ehrendoktor der Universitäten von Moncton und Szeged.
1967 wurde er Mitglied der Royal Society of Canada und 1993 der Ungarischen Akademie der Wissenschaften.

## Schriften
- mit R. N. Jones: The Application of Infrared and Raman Spectrometry to the Elucidation of Molecular Structure, Weissberger’s Technique of Organic Chemistry, Vol. 9, Interscience, 1956, S. 247–580. (auch ins Russische übersetzt)
- Les Spectres Électroniques en Chimie Théorique", Ed. Revue d’Optique, Paris 1959
  - Deutsche Ausgabe: Die Elektronenspektren der Organischen Chemie, Verlag Chemie 1961
- Electronic Spectra and Quantum Chemistry, Prentice-Hall 1964
- mit Raymond Daudel: Semiempirical Wavemechanical Calculations on Polyatomic Molecules: a current review, Yale University Press, 1971.
- als Herausgeber und Ko-Autor: The Role of Rydberg States in Spectroscopy and Photochemistry, Kluwer 1999.